# Маккью (фильм)
«Маккью» — детективный триллер с элементами драмы режиссёра Джона Стёрджеса, выпущенный в 1974 году.

## Сюжет
В завязке сюжета сотрудник полиции Сиэтла детектив лейтенант Лон Маккью узнаёт об убийстве своего друга и коллеги. Он проводит своё расследование, которое не одобряет начальство. В результате с помощью частного детектива Пинки выходит на след крупной преступной организации и коррумпированных высших чиновников города.

## Отзывы
В своей рецензии для журнала Variety, выпущенной в год выхода фильма, Артур Д. Мерфи назвал фильм «хорошим современным криминальным боевиком» с «чрезвычайно хорошим актёрским составом» и похвалил сюжет и режиссёрскую работу.
Джин Сискел из Chicago Tribune оценил фильм на две с половиной звезды из четырёх, раскритиковал фильм за медленный темп повествования, безвкусных второстепенных персонажей, отметил, что фильм спасает только участие Джона Уэйна. Полин Кейл назвала фильм «разочаровывающе скучным».
На сайте-агрегаторе рецензий Rotten Tomatoes фильм имеет рейтинг одобрения 40 % на основе 10 рецензий со средней оценкой 4/10.

## В ролях
- Джон Уэйн — лейтенант Лон «Маккью» Макхью
- Эдди Альберт — капитан Эд Костерман
- Диана Малдур — Лоис Бойл
- Коллин Дьюхерст — Майра
- Дэвид Хаддлстон — Пинки
- Клу Гулагер — Фрэнк Томс
- Аль Леттьери — Мэнни Сантьяго
- Джули Адамс — Элейн